# Lora de Estepa
Lora de Estepa es un municipio de la provincia de Sevilla, Andalucía. En el año 2022, contaba con 883 habitantes, según el INE. Su extensión superficial es de 18,09 km² y tiene una densidad de 48,8 hab/km². Se encuentra situada a una altitud de 452 metros y a 116 kilómetros de la capital de provincia, Sevilla.

## Geografía física
Integrado en la comarca de Sierra Sur de Sevilla, se sitúa a 117 kilómetros de la capital sevillana. El término municipal está atravesado por la autovía A-92 y por carreteras locales que permiten la comunicación con Estepa. 
El relieve del municipio está definido por numerosos cerros y algunos arroyos. La altitud oscila entre los 750 metros (cerro del Guinchón) y los 350 metros a orillas de un arroyo. El pueblo se alza a 443 metros sobre el nivel del mar. 

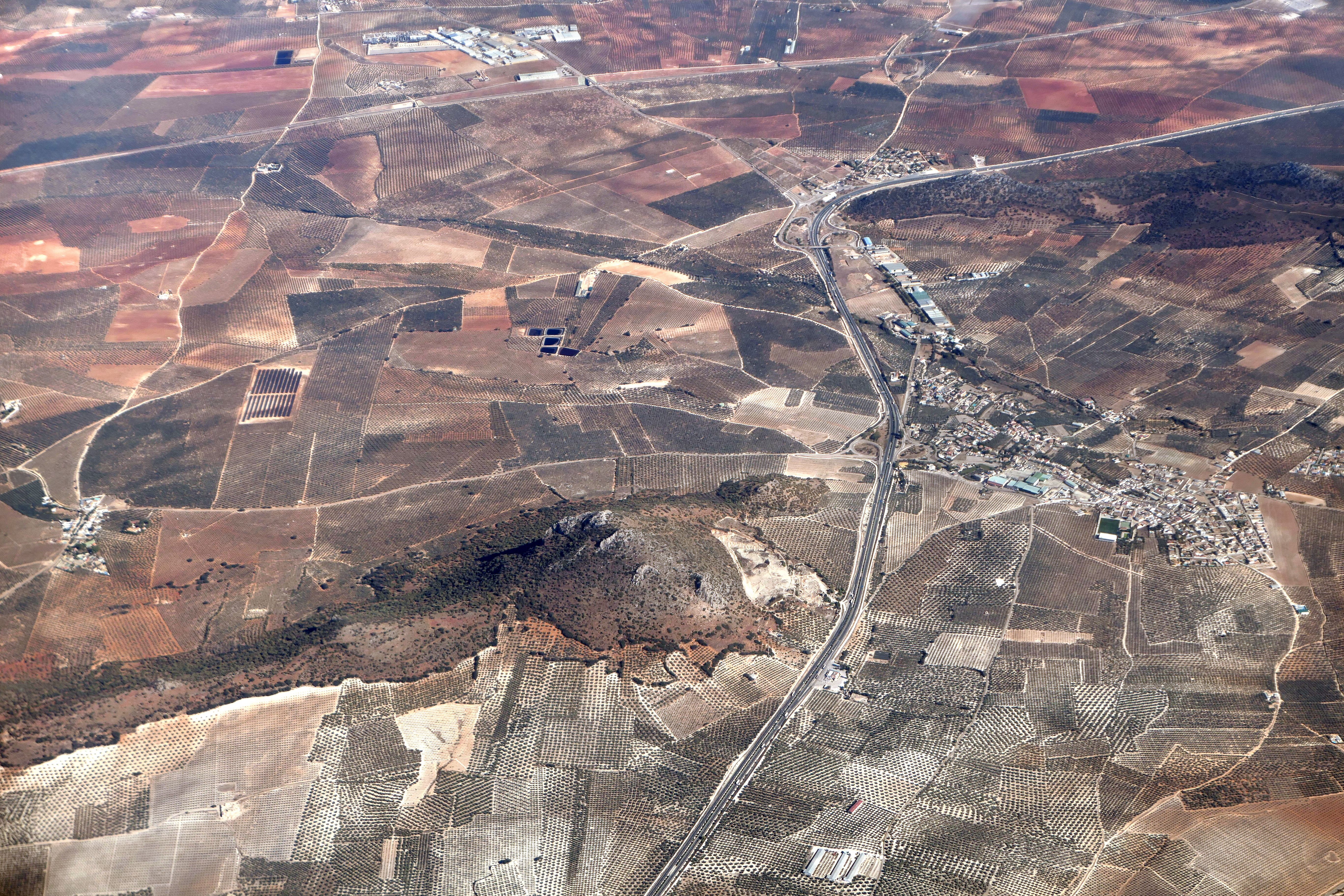
Lora de Estepa y la Sierra del Hacho

| Noroeste: Estepa | Norte: Estepa | Nordeste: Casariche |
| Oeste: Estepa    |               | Este: Estepa        |
| Suroeste: Estepa | Sur: Estepa   | Sureste: Estepa     |

## Historia
Se cree que fue colonia romana llamada Lauro, porque un presbítero de dicha colonia acudió al Concilio Iliberitano en el siglo IV.
En la época árabe tuvo el nombre de Al-Qaeda y en 768 peleó contra los africanos que intentaban el asalto de Ixbilia (Sevilla). En 1250 tuvo lugar su reconquista, formando parte del marquesado de Estepa.
A finales del siglo XVI tomó el nombre de Lorilla o Lora Menor.
En el siglo XVII Juan Córdoba y Centurión edificó el museo arqueológico, de interés arquitectónico, al igual que la iglesia del siglo XVII.

## Geografía humana

### Demografía
Cuenta con una población de 888 habitantes (INE 2024).

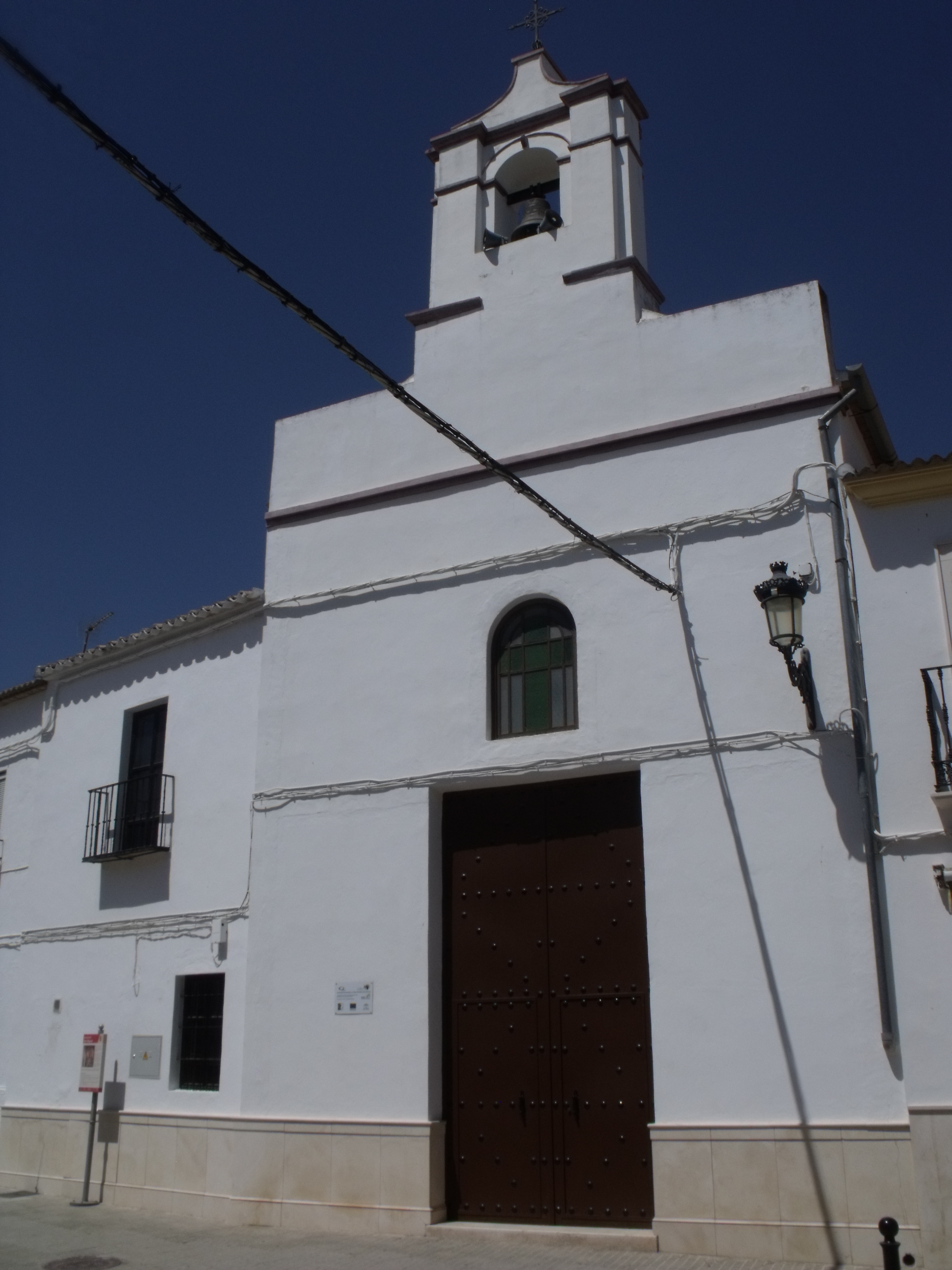

| Gráfica de evolución demográfica de Lora de Estepa entre 1842 y 2021                                                  |
| |
| Población de derecho según los censos de población del INE. Población de hecho según los censos de población del INE. |

| 741                       | 752 | 765 | 781 | 781 | 791 | 788 | 803 | 828 | 831 | 829 | 853 | 857 | 873 | 873 | 871 | 870 | 876 | 856 | 848 | 852 | 860 | 862 | 873 | 875 | 883 |
| (Fuente: INE [Consultar]) |     |     |     |     |     |     |     |     |     |     |     |     |     |     |     |     |     |     |     |     |     |     |     |     |     |

### Economía

#### Evolución de la deuda viva municipal
| Gráfica de evolución de Deuda viva del Ayuntamiento de Lora de Estepa entre 2008 y 2019                                |
| |
| Deuda viva del Ayuntamiento de Lora de Estepa en miles de Euros según datos del Ministerio de Hacienda y Ad. Públicas. |

## Fiestas
Tradicionalmente se celebra a mediados de verano la Feria de la tapa donde los vecinos preparan comidas típicas de la zona. También cuenta con la Feria de San Miguel que se celebra a finales de septiembre, en 2022 se celebró los días 26, 27 y 28.